# Kanton Uri

Logo des Kantons Uri

Uri (Kürzel UR; urnerdeutsch [(fo) ˈʉːɾi], französisch, italienisch und rätoromanisch Uriⓘ, mittellateinisch Uronia/Urania) ist ein Kanton in der Deutschschweiz und zählt zur Grossregion Zentralschweiz (Innerschweiz). Der Hauptort und zugleich bevölkerungsreichste Ort ist Altdorf.

## Geographie
Der Kanton Uri liegt in der Zentralschweiz zwischen dem Vierwaldstättersee im Norden und dem Gotthardpass im Süden. Uri ist einer der drei Urkantone (Gründungsmitglieder) der Eidgenossenschaft. Die anderen beiden sind Schwyz und Unterwalden. Aufgrund der Topographie mit einem Anteil an gebirgigen, unproduktiven Flächen von rund 56 Prozent wohnen drei Viertel der Einwohner im untersten Kantonsteil, in der Reussebene.
Die Ausdehnung Uris entspricht im Wesentlichen dem Einzugsgebiet des Oberlaufes der Reuss und des südlichen Vierwaldstättersees (Urnersee), dessen Ufer von Seelisberg bis Sisikon zum Kanton gehört. Darüber hinaus umfasst Uri auch den Oberlauf der Engelberger Aa und den Urnerboden.
Uri grenzt an die Kantone Graubünden (Südosten), Tessin (Süden), Wallis (Südwesten), Bern (Westen), Obwalden (Westen), Nidwalden (Westen), Schwyz (Norden) und Glarus (Nordosten).
Der Kanton besteht aus 19 selbstständigen politischen Gemeinden.
Der Fläche nach rangiert der Kanton auf Platz 11, der Einwohnerzahl nach auf Platz 25 unter den insgesamt 26 Schweizer Kantonen.

## Bevölkerung
Die Einwohner des Kantons werden Urner genannt. Per 31. Dezember 2023 betrug die Einwohnerzahl des Kantons Uri 37'931. Die Bevölkerungsdichte liegt mit 35 Einwohnern pro Quadratkilometer weit unter dem Schweizer Durchschnitt (217 Einwohner pro Quadratkilometer). Der Ausländeranteil (gemeldete Einwohner ohne Schweizer Bürgerrecht) bezifferte sich am 31. Dezember 2023 auf 14,9 Prozent, während landesweit 27,0 Prozent Ausländer registriert waren. Per 30. Juni 2021 betrug die Arbeitslosenquote 0,9 Prozent gegenüber 2,8 Prozent auf eidgenössischer Ebene.

### Sprachen
Amtssprache im Kanton Uri ist Deutsch. Das im Kanton gesprochene Urnerdeutsch gehört dem Höchstalemannischen an.
2012 gaben 94,1 Prozent der Bevölkerung Deutsch als Hauptsprache an. Angaben zu Französisch, Italienisch, Rätoromanisch und Englisch wurden nicht gemacht.

### Religionen – Konfessionen
Im Kanton Uri dominiert die römisch-katholische Konfession. Die römisch-katholische Landeskirche zählt 23 Kirchgemeinden und 24 Pfarreien. 2017 bekannten sich 80,6 Prozent der Gesamtbevölkerung zum römisch-katholischen Glauben.
Die evangelisch-reformierte Konfession fasste während des Baus der Gotthardbahn im Kanton Uri Fuss. Die seit 2003 selbständig organisierte Evangelisch-Reformierte Landeskirche Uri ist in drei Kirchgemeinden organisiert. 2017 waren 4,7 Prozent der Gesamtbevölkerung Mitglied der evangelisch-reformierten Kirche.
Beide Landeskirchen sind Körperschaften des kantonalen öffentlichen Rechts.
Von den Mitgliedern der Landeskirchen (römisch-katholische und evangelisch-reformierte Kirche) abgesehen, liegen seit der Volkszählung 2000 keine Zahlen zur Religionszugehörigkeit der Gesamtbevölkerung im Kanton mehr vor. Das Bundesamt für Statistik führt jedoch Erhebungen durch, bei welchen auch andere Religionsgemeinschaften im Kanton Uri erfasst werden. Laut der Erhebung von 2017 zeigt sich nach wie vor eine Dominanz der römisch-katholischen Konfession im Kanton. Wird die Herkunft beziehungsweise Staatsangehörigkeit der Befragten berücksichtigt, ist diese jedoch unterschiedlich stark ausgeprägt:
| Religion                      | Total der Befragten | Schweizer Staats- angehörigkeit | Schweizer ohne Migrations- hintergrund | Ausländische Staats- angehörigkeit |
| ----------------------------- | ------------------- | ------------------------------- | -------------------------------------- | ---------------------------------- |
| römisch-katholisch            | 80                  | 83                              | 85                                     | 52                                 |
| evangelisch-reformiert        | 05                  | 05                              | 05                                     | 0                                  |
| andere christliche Konfession | 02                  | 02                              | 02                                     | 07                                 |
| muslimisch                    | 02                  | 01                              | 0                                      | 10                                 |
| konfessionslos                | 09                  | 08                              | 08                                     | 18                                 |
| andere/keine Angabe           | 02                  | 01                              | 0                                      | 13                                 |

## Verfassung und Politik
Die Urner Kantonsverfassung datiert von 1984 (mit Änderungen).

### Legislative
Gesetzgebendes Organ (Legislative) ist der Urner Landrat. Ihm gehören 64 Mitglieder an. Die Amtszeit beträgt vier Jahre. Die Wahlkreise bilden die neunzehn Gemeinden. In den grössten vier Gemeinden erfolgt die Wahl nach Proporz mit wahlkreisübergreifendem Ausgleich (doppeltproportionales Zuteilungsverfahren). Die übrigen Gemeinden wählen nach Majorz. In der Regel wird der Urner Landrat im Jahr zu neun bis zehn eintägigen Sessionen einberufen. Die Sitzungen sind öffentlich und finden im Landratssaal des Urner Rathauses statt.
Verfassungs- und Gesetzesänderungen unterliegen obligatorisch der Volksabstimmung. Gegen Landratsverordnungen können 300 Wahlberechtigte das Referendum ergreifen und sie somit der Volksabstimmung zuführen. Mittels Volksinitiative können 600 Wahlberechtigte auch den Erlass, die Änderung oder die Aufhebung von Verfassungs-, Gesetzes- oder Verordnungsbestimmungen vorschlagen, welche darauf der Volksabstimmung zu unterbreiten sind. Mittels Volksinitiative kann auch die Abberufung einer Behörde verlangt werden.
| Partei             | 1996 | 2000 | 2004 | 2008 | 2012 | 2016 | 2020 | Sitzverteilung 2024                                                                        |
| ------------------ | ---- | ---- | ---- | ---- | ---- | ---- | ---- | ------------------------------------------------------------------------------------------ |
| SP und GPS         | 11   | 10   | 10   | 10   | 11   | 9    | 9    | Insgesamt 64 Sitze - Grüne: 2 - SP: 4 - GLP: 3 - Mitte: 22 - Unabh.: 4 - FDP: 12 - SVP: 17 |
| GLP                |      |      |      |      |      |      |      | Insgesamt 64 Sitze - Grüne: 2 - SP: 4 - GLP: 3 - Mitte: 22 - Unabh.: 4 - FDP: 12 - SVP: 17 |
| CVP, Die Mitte     | 35   | 30   | 29   | 24   | 23   | 22   | 25   | Insgesamt 64 Sitze - Grüne: 2 - SP: 4 - GLP: 3 - Mitte: 22 - Unabh.: 4 - FDP: 12 - SVP: 17 |
| FDP, Die Liberalen | 17   | 20   | 16   | 12   | 15   | 18   | 16   | Insgesamt 64 Sitze - Grüne: 2 - SP: 4 - GLP: 3 - Mitte: 22 - Unabh.: 4 - FDP: 12 - SVP: 17 |
| SVP 1              | 0    | 04   | 09   | 18   | 15   | 15   | 14   | Insgesamt 64 Sitze - Grüne: 2 - SP: 4 - GLP: 3 - Mitte: 22 - Unabh.: 4 - FDP: 12 - SVP: 17 |

Bundesversammlung: Uri entsendet wie jeder Vollkanton zwei Abgeordnete in den Ständerat und aufgrund seiner Einwohnerzahl einen Vertreter in den Nationalrat.

### Exekutive
Vollziehende Behörde (Exekutive) ist der sieben Mitglieder zählende Regierungsrat, der direkt vom Volk gemäss Mehrheitswahlrecht für vier Jahre gewählt wird. Der bzw. die Vorsitzende heisst Landammann, sein Stellvertreter bzw. seine Stellvertreterin Landesstatthalter und wird jeweils auf zwei Jahre gewählt.
| Regierungsrat    | Amtsbezeichnung   | Partei | Direktion                                 |
| ---------------- | ----------------- | ------ | ----------------------------------------- |
| Christian Arnold | Landammann        | SVP    | Gesundheits-, Sozial- und Umweltdirektion |
| Daniel Furrer    | Landesstatthalter | CVP    | Justizdirektion                           |
| Céline Huber     | Regierungsrat     | CVP    | Sicherheitsdirektion                      |
| Urban Camenzind  | Regierungsrat     | CVP    | Volkswirtschaftsdirektion                 |
| Hermann Epp      | Regierungsrat     | CVP    | Baudirektion                              |
| Georg Simmen     | Regierungsrat     | FDP    | Bildungs- und Kulturdirektion             |
| Urs Janett       | Regierungsrat     | FDP    | Finanzdirektion                           |

### Judikative
Erste Instanz ist das Landgericht. Es besteht aus den Landgerichtspräsidenten I und II sowie aus acht Richterinnen und Richtern und tagt im Gerichtsgebäude in Altdorf.
Zweite Instanz und zugleich Verwaltungsgericht ist das Urner Obergericht, das im Gerichtsgebäude in Altdorf tagt. Es besteht aus dreizehn Mitgliedern und gliedert sich in die zivilrechtliche, die strafrechtliche und die verwaltungsrechtliche Abteilung.
Sämtliche Richter werden im Kanton Uri direkt durch das Volk gewählt. Die in zivilrechtlichen Angelegenheiten der ersten Gerichtsinstanz vorgeschaltete Schlichtungsbehörde wird hingegen vom Obergericht gewählt.

## Wirtschaft
2022 betrug das Bruttoinlandsprodukt (BIP) 2,2 Milliarden Schweizer Franken (Platz 25 unter den 26 Kantonen). Mit einem BIP pro Kopf von 58'392 Franken (2022) belegte der Kanton Platz 26 und damit den letzten Rang. 2021 wurden im Kanton Uri 19'232 Beschäftigte gezählt, wovon 1'430 auf den primären (Urproduktion), 5'344 auf den sekundären (Industrie) und 12'458 auf den tertiären Sektor (Dienstleistung) entfielen. 2'796 Arbeitsstätten wurden 2021 im Kanton gezählt (davon 557 im primären, 405 im sekundären und 1'834 im tertiären Sektor). Die Arbeitslosenquote bezifferte sich per 30. Juni 2021 auf 0,9 Prozent gegenüber 2,8 Prozent auf eidgenössischer Ebene.
Da der Kanton Uri die Kosten für Infrastruktur mit interregionaler Bedeutung (Autobahn, Gotthardtunnel, fünf Passstrassen usw.) tragen muss, ist er auf die finanzielle Unterstützung anderer Kantone angewiesen, welche diese Kosten teilweise mitfinanzieren. Uri profitiert am meisten vom Finanzausgleich.
Im Jahr 2020 wurden 15,6 Prozent der landwirtschaftlichen Nutzfläche des Kantons durch 61 Betriebe biologisch bewirtschaftet.

### Konjunkturentwicklung im Kanton Uri
Der Kanton erhebt kein kantonales Bruttoinlandsprodukt, daher wird die Einschätzung oft indirekt vorgenommen. Es handelt sich dabei um einen synthetischen Indikator, der auf folgenden Grössen beruht: gemeldete offene Stellen, Neuzulassungen von Fahrzeugen, Importe, Exporte, Logiernächte sowie Arbeitsvorrat und Auftragseingang im Bauhauptgewerbe. Die wirtschaftliche Tätigkeit im Kanton hatte sich seit etwa Mitte 2000 asynchron zur gesamtschweizerischen entwickelt.

### Steuern
Seit 2006 wurden in mehreren Schritten die Steuern für juristische und natürliche Personen gesenkt. Es wurde eine «Flat Rate Tax» eingeführt. Die wesentlichsten Änderungen der Gesetzesrevision sind der nachfolgenden Tabelle zu entnehmen (Abzüge: Stand 2023):
| Massnahme                                                                                 | altes Recht     | neues Recht                   |
| ----------------------------------------------------------------------------------------- | --------------- | ----------------------------- |
| Kinderabzug                                                                               | 4'000 CHF       | 8'200 CHF                     |
| Kinderbetreuungsabzug                                                                     | max. 2'000 CHF  | unbeschränkt (gegen Nachweis) |
| Unterstützungsabzug                                                                       | 2'000 CHF       | 3'100 CHF                     |
| Gewinnsteuersatz                                                                          | bis zu 22 %     | 11 %                          |
| ordentlicher Kapitalsteuersatz (je nach Gemeinde)                                         | 4,25 ‰          | max. 2,40 ‰                   |
| Kapitalsteuersatz für Holding-/Domizilgesellschaften                                      | 0,5 ‰           | 0,01 ‰                        |
| Wirtschaftliche Doppelbelastung auf Dividenden und Beteiligungen (Einkommen und Vermögen) | keine Milderung | Milderung um 60 %             |
| Vermögenssteuersatz (je nach Gemeinde)                                                    | max. 7,2 ‰      | max. 5,7 ‰                    |
| Kapitalleistungen aus Vorsorge (Verheiratetentarif)                                       | max. 9,2 %      | max. 5 %                      |

### Tourismus

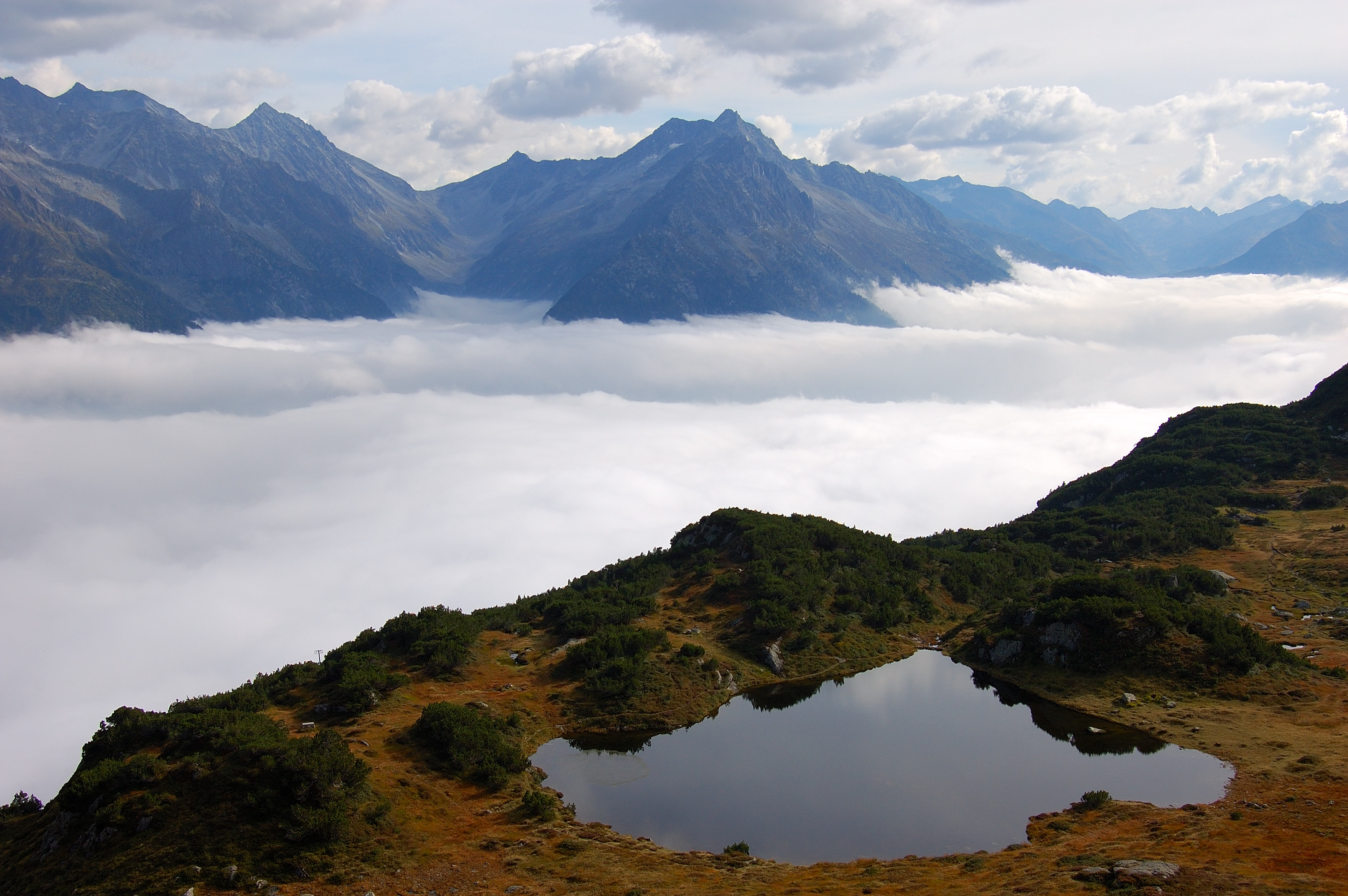
Landschaft nahe der Sunniggrathütte

Vom Vierwaldstättersee bis zu den alpinen Gipfeln im Gotthardgebiet ist in Uri eher ein sanfter Tourismus realisiert. Laut Bundesamt für Statistik (BFS) im Jahr 2023 zählt der Kanton Uri insgesamt rund 70 Hotelbetriebe, die 304'459 Logiernächte im Jahr 2022 generierten. Zudem weist der Kanton eine hohe Seilbahndichte auf, rund 39 Bergbahnen führen auf die Berge.
Der ägyptische Investor Samih Sawiris entwickelt seit 2011 bei Andermatt das grosse Tourismusresort Andermatt Swiss Alps, das aus vielen Hotels, Ferienappartements sowie einem Golfplatz mit 18 Löchern bestehen wird. Andermatt liegt gut zu erreichen etwa in der Mitte zwischen Zürich und Mailand, rund vier Kilometer von der Autobahnausfahrt Göschenen entfernt. Andermatt ist auch die Heimat des Olympiasiegers und Weltmeisters Bernhard Russi.

### Verkehr
Da durch den Kanton Uri einer der wichtigsten Alpenübergänge führt, hat der Kanton seit Jahrhunderten ein hohes Verkehrsaufkommen zu bewältigen mit all seinen Vor- und Nachteilen. Der Gotthardpass als kürzester Nord-Süd-Übergang der Alpen hat vor allem seit dem Ausbau der Schöllenenschlucht ab den Jahren um 1220 und dem Bau der ersten Teufelsbrücke im Jahr 1230 eine grosse Bedeutung für die Menschen beidseits des Alpenbogens. 1882 wurde der Gotthard-Eisenbahntunnel eröffnet. 1980 folgte der Gotthard-Strassentunnel. Im Dezember 2016 wurde der mit rund 57 Kilometern längste Eisenbahntunnel der Welt in Betrieb genommen. Der Tunnel ist Bestandteil der Neuen Eisenbahn-Alpentransversale (NEAT).
Im Jahr 2023 lag der Motorisierungsgrad (Personenkraftwagen pro 1'000 Einwohner) bei 557.

## Bildung
Die Schulzeit beginnt mit einem zweijährigen Kindergarten, wovon ein Jahr obligatorisch ist. Danach tritt man in die sechsjährige Primarschule ein.
Anschliessend erfolgt der Übertritt in die Oberstufe oder ans Gymnasium. Die Oberstufe dauert drei Jahre und vollendet die Schulpflicht. In einigen Gemeinden existiert eine integrierte Oberstufe, in welcher die Schülerinnen und Schüler in verschiedenen Fächern verschiedene Niveaus besuchen können (A und B). In anderen Gemeinden gibt es Sekundar- und Realklassen.
Die obligatorische Schulzeit beträgt insgesamt zehn Jahre und umfasst in der Regel ein Jahr Kindergarten, sechs Jahre Primarschule sowie drei Jahre Oberstufe bzw. die ersten drei Jahre des Gymnasiums.
Am Gymnasium, der Kantonalen Mittelschule Uri in Altdorf, das sechs Jahre dauert (siebtes bis zwölftes Schuljahr), kann ein eidgenössisch anerkannter Maturitätsausweis erlangt werden. Um ans Gymnasium zu kommen, genügt das Einverständnis des Lehrers der sechsten Primarklasse. Auch der Übertritt aus der Oberstufe ans Gymnasium ist bei guter Leistung möglich.
Der Kanton Uri verfügt über keine Universität und keine Fachhochschulen.

## Geschichte

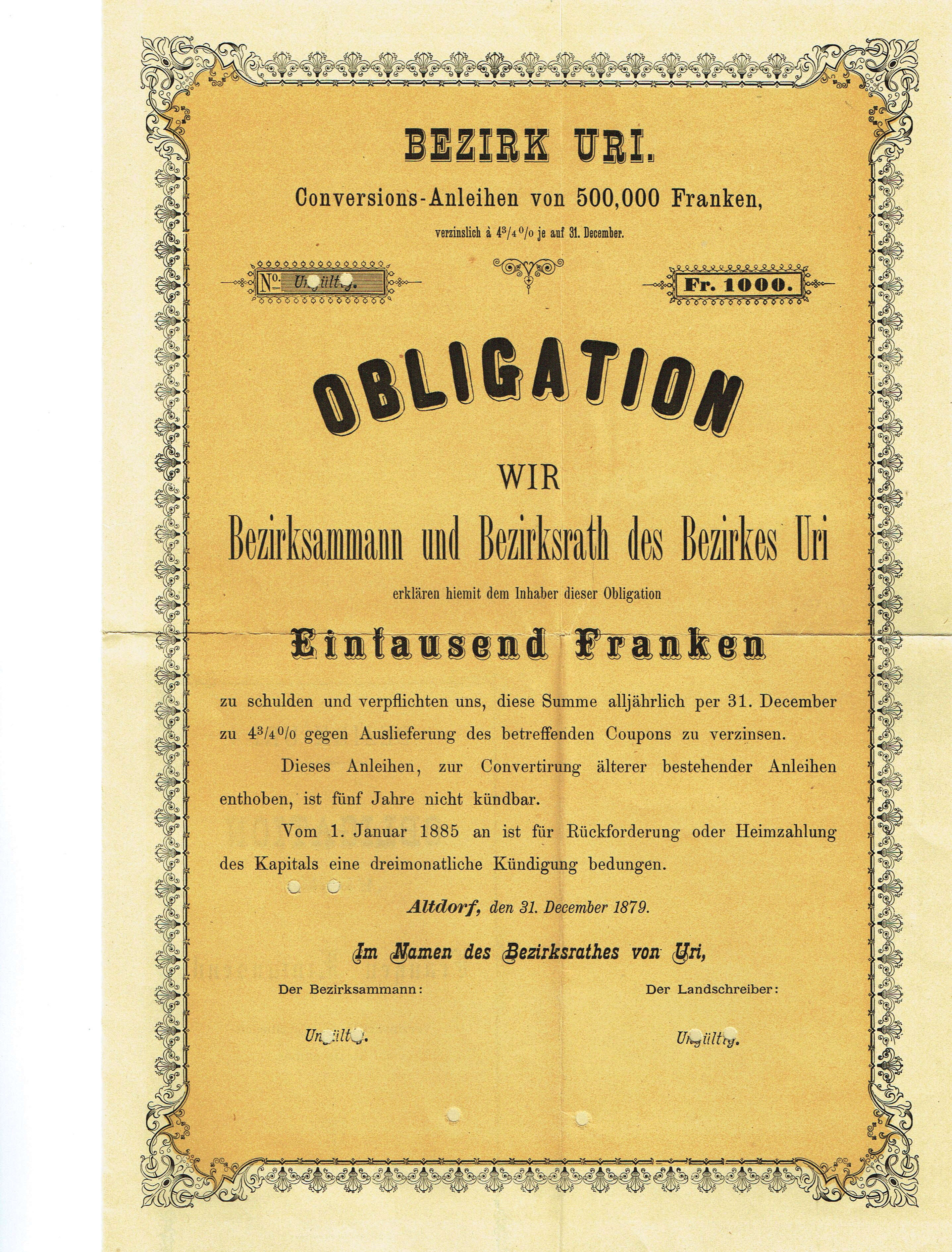
Anleihe des Bezirks Uri vom 31. Dezember 1879

Der Name des heutigen Kantons Uri ist in seiner lateinischen Gestalt seit dem 8./9. Jahrhundert belegt; die älteste erhaltene Original-Urkunde, die das pagellum uroniae erwähnt, stammt aus dem Jahre 853. Ab dem 13. Jahrhundert ist die Form Ure(n) belegt, die bald auch in deutschsprachigen Urkunden erscheint, spätestens seit dem frühen 16. Jahrhundert die heutige Form Uri. Der Name, der zunächst für die Gegend um Altdorf gilt, mag auf eine Ableitung zu lat. ora/orum ‹Rand› oder zur indogermanischen Wurzel u̯er ‹Wasser, Regen, Fluss› mit einem n-haltigen Suffix zurückgehen, das wohl noch in dem Zugehörigkeitsadjektiv Urner sichtbar ist. In beiden Fällen wäre die Lage am Ufer der Reuss oder des Urnersees als Benennungsmotiv anzunehmen.

## Verwaltungsgliederung

### Politische Gemeinden

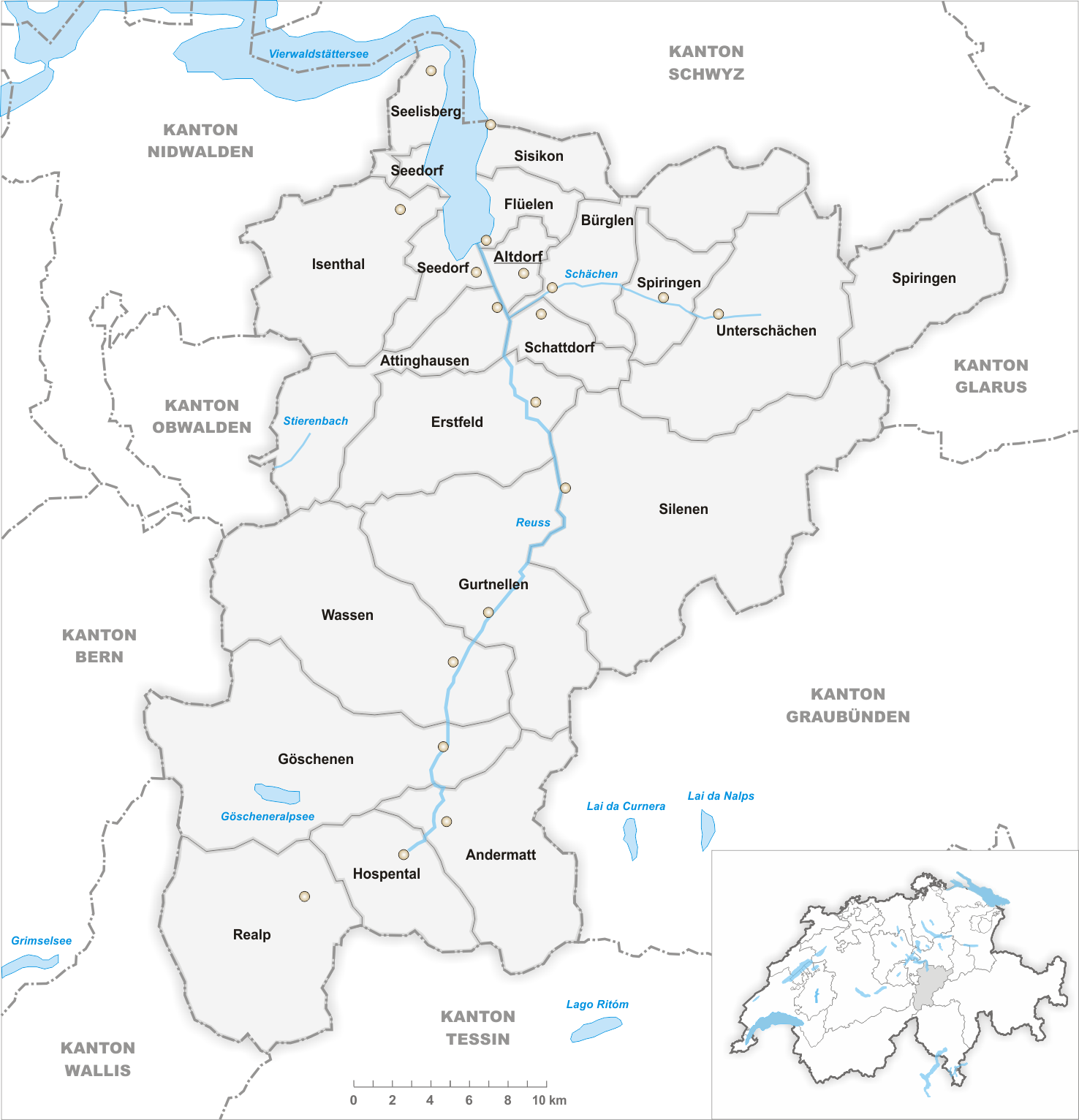
Gemeinden des Kantons Uri (2021)

Uri kennt Einwohnergemeinden (politische Gemeinden), Kirchgemeinden sowie die Korporationsbürgergemeinden Uri und Ursern, welche die grössten Landeigentümer des Kantons sind. Die Einwohnergemeinde ist die Trägerin der lokalen Selbstverwaltung.
Nachfolgend aufgelistet sind Gemeinden mit mehr als 1'500 Einwohnern per 31. Dezember 2023.
| Politische Gemeinde | Einwohner |
| ------------------- | --------- |
| Altdorf, Hauptort   | 10'198    |
| Schattdorf          | 5462      |
| Erstfeld            | 3950      |
| Bürglen             | 3853      |
| Seedorf             | 2065      |
| Flüelen             | 2060      |
| Silenen             | 2040      |
| Attinghausen        | 1786      |
| Andermatt           | 1588      |

### Bezirke
Der Kanton Uri kennt keine Einteilung in Bezirke. Das Bundesamt für Statistik (BFS) führt den gesamten Kanton jedoch als einen Bezirk unter der BFS-Nr. 0400.
Die Urner Gerichtsorganisation teilt das Kantonsgebiet hingegen in zwei Gerichtsbezirke auf, Uri (Reusstal und Seitentäler) und Ursern (das gleichnamige Tal).
Das ganze Territorium ist überdies in die beiden Korporationen Uri (Seelisberg bis Göschenen mit 16 Gemeinden) und Ursern (Andermatt, Hospental und Realp, also 3 Gemeinden) aufgeteilt, denen praktisch das ganze Gebiet (Wasser, Boden, Alpen etc.) gehört.